# Estadio Metropolitano (Madrid)
Das Estadio Metropolitano (offiziell aus Sponsoringgründen Riyadh Air Metropolitano), bis 2017 Estadio de la Comunidad de Madrid oder Estadio Olímpico de Madrid, ist ein Fußballstadion in der spanischen Hauptstadt Madrid. Die Anlage wurde von den Architekten Antonio Cruz und Antonio Ortiz (Cruz y Ortiz Arquitectos) entworfen und von 1990 bis 1994 errichtet. Es bot zunächst insgesamt 20.500 Zuschauern Platz. Mit den Umbauarbeiten von 2011 bis 2017 wurde u. a. die Leichtathletikanlage entfernt und die Spielstätte in ein reines Fußballstadion mit 70.692 überdachten Plätzen und Tribünen bis an den Spielfeldrand verwandelt. Neben 7000 V.I.P.-Plätzen gibt es zudem 79 exklusive V.I.P.-Logen. Insgesamt 4000 Parkplätze stehen zur Verfügung, davon 1000 im Stadion. Damit ist das Estadio Metropolitano das drittgrößte Stadion Spaniens.
Aufgrund der Ähnlichkeit der Haupttribüne zu einem Kamm (spanisch Peineta) wird es umgangssprachlich auch als La Peineta bezeichnet. Seit dem 16. September 2017 ist es die neue Spielstätte des Fußballvereins Atlético Madrid.

## Geschichte
Das Stadion wurde am 6. September 1994 als Estadio de la Comunidad de Madrid mit einer Ausgabe des jährlich stattfindenden IAAF Leichtathletikmeetings Madrid eröffnet. Im Jahr 1995 war die Sportstätte der Austragungsort der spanischen Leichtathletikmeisterschaften. Vom 21. bis 22. September 2002 fand im Estadio de la Peineta der Leichtathletik-Weltcup statt. Am 17. Juli 2004 wurde letztmals das bis dahin jährlich im Stadion stattfindende IAAF Meeting Madrid ausgetragen. In der Folge wurde die Anlage stillgelegt, mit dem Ziel als Olympiastadion bei der Bewerbung der Stadt für die Sommerspiele 2012 zu dienen. Hierfür sollte die Sportstätte umfassend renoviert und ausgebaut werden.

### Olympiakandidatur und Ausbau
Bei den gescheiterten Bewerbungen Madrids für die Olympischen Spiele 2012 und 2016 war das Estadio de Madrid ebenso als Olympiastadion vorgesehen wie für die Kandidatur zu den Spielen 2020. Unabhängig vom Ausgang der Bewerbungen war ein Ausbau auf eine Kapazität von rund 73.000 Besuchern, sowie eine Überdachung der Ränge vorgesehen.

### Atlético Madrid
Um das Stadion auch nach einer möglichen Ausrichtung von Olympischen Spielen regelmäßig zu nutzen, unterschrieb die Stadt Madrid am 30. Juli 2007 ein Abkommen mit dem Fußballverein Atlético Madrid, das den Abriss ihrer gegenwärtigen Spielstätte, das Estadio Vicente Calderón, und die Übersiedlung in das renovierte und ausgebaute Estadio Olímpico de Madrid vorsah. Geplant war der Stadionwechsel zunächst für 2012, und sollte die Stadt Madrid den Zuschlag für die Spiele bekommen, so hätte die neue Spielstätte für eine Summe von rund 160 Mio. Euro ab 2016 in den Besitz von Atlético Madrid übergehen sollen. Die Umbauarbeiten begannen im November 2011 und sollten nach drei Jahren abgeschlossen sein. Atlético Madrid gab im September 2012 nach der gescheiterten Olympia-Kandidatur Madrids bekannt, dass am Plan festgehalten werde, 2016 in das Estadio Olímpico de Madrid umzuziehen. Im Sommer 2017 wurde das neue Stadion fertiggestellt.
Zuvor, Anfang November 2016, wurde der tragende Druckring aus Stahl, der über Stahlseile die Dachmembran spannt, komplettiert. Der Druckring besteht aus 32 Teilen, die je 135 Tonnen wiegen. Die insgesamt 4320 Tonnen schwere, von Schlaich Bergermann Partner entworfene Konstruktion wurde über 600 Kilometer aus A Coruña angeliefert. Als nächster Schritt wurden die Stahlseile auf den Tribünen und dem Spielfeld in Position gelegt. Nach Abschluss dessen wurde die tragende Seilkonstruktion über den Druckring an ihren Platz gehoben. Da die alte Haupttribüne nicht für das Tragen eines Daches vorgesehen war, mussten für den Druckring auch in diesem Bereich neue Auflager geschaffen werden. Hierbei gelang es, sich auf zwei relativ dünne Stützen zu beschränken. Ansonsten wird die alte Haupttribüne von dem neuen Dach nicht berührt.
Das in 57 Meter Höhe liegende Dach wie auch die Fassade kann in verschiedenen Farben beleuchtet werden. Je nach Spielsituation beim Fußball oder Veranstaltungen wie Konzerte kann die Farbe gewechselt, Farbverläufe oder auch Muster dargestellt werden. Nach ersten Plänen von 2011 sollte nur der äußere Rand des Daches beleuchtet werden. Im September 2016 schloss Atlético Madrid eine Partnerschaft mit dem niederländischen Elektronikkonzern Philips. Das System ähnelt der in der Allianz Arena installierten Anlage, welche auch von Philips stammt. Wie weit sich die Möglichkeit der Farbveränderung mit den Regeln der Verbände (LFP, UEFA, FIFA) vereinbaren lässt, war bis dahin offen.
Atlético Madrid gab am 9. Dezember 2016 bekannt, dass die Spielstätte zukünftig den Namen Wanda Metropolitano tragen werde. Der Namenssponsor wurde der chinesische Mischkonzern Wanda Group, dessen Gründer Jian Laining 20 Prozent der Anteile des Vereins hält. Der Zusatz Metropolitano ist eine Reminiszenz an das Stadium Metropolitano, in dem Atlético von 1923 bis 1966 seine Heimspiele austrug.
Mitte März 2017 einigte sich der Verein mit der Stadt Madrid auf den Kauf des Stadiongrundstücks. Atlético zahlte rund 30 Millionen Euro für das Gelände und verpflichtete sich darüber hinaus, noch einmal 30 Millionen Euro in den Ausbau der Infrastruktur um das Estadio Metropolitano zu investieren. So entstanden u. a. 4000 öffentliche Parkplätze.
Da es nochmals beim Bau zu Verzögerungen kam, wurde das Stadion nicht wie geplant zum Saisonstart 2017/18 fertig. Die ersten drei Partien der Spielzeit musste der Verein auswärts antreten. Am 16. September 2017 feierte Atlético die Heimpremiere im Ligaspiel gegen den FC Málaga und gewann mit 1:0, wobei Antoine Griezmann in der 61. Minute vor 63.114 Zuschauern das erste Tor im neuen Stadion erzielte.
Wenige Tage nach der Eröffnung vergab die UEFA am 20. September das Endspiel der UEFA Champions League 2018/19 am 1. Juni 2019 in das Madrider Stadion.
Da Rayo Majadahonda in die Segunda División aufgestiegen war, jedoch kein taugliches Stadion für die zweite Liga besaß, trug der Club seine ersten 7 Heimspiele der Saison 2018/19 ebenfalls im Estadio Metropolitano aus und zog Anfang Dezember 2018 wieder in das renovierte Estadio Cerro del Espino.
Im Sommer 2019 wurden eine Reihe von Änderungen am Estadio Metropolitano vorgenommen. So wurden zum Beispiel die Plätze für Rollstuhlfahrer verbessert, indem erhöhte Plattformen geschaffen wurden, damit eine optimale Sicht gewährleistet wird, auch wenn die Menschen in den Sitzreihen davor aufstehen. Zudem wurden diese Plätze mit Steckdosen zum Aufladen von elektrischen Rollstühlen ausgestattet. Des Weiteren wurden einige Sektoren der oberen Tribüne neu geordnet, sodass das Stadion rund 500 neue Sitze gewann. Damit erhöhte sich die Kapazität des Stadions auf 68.456 Plätze.
Zur Saison 2022/23 wurde die Immobilienentwicklungsgesellschaft Civitas Pacensis für zehn Jahre der Namensgeber, sodass das Stadion in Cívitas Metropolitano umbenannt wurde.
Anfang September 2023 gab der Verein bekannt, dass aufgrund der Rekordzahlen bei den Dauerkartenbesitzern, die Kapazität des Stadions auf insgesamt 70.460 Zuschauer ausgeweitet wurde. Das Stadion bot somit 64.440 Sitzplätze sowie 6.020 V.I.P.-Plätze an. Die Anzahl der Plätze für Menschen mit Behinderungen und besonderen Bedürfnissen wurde, durch die Schaffung neuer Plattformen in der mittleren Ebene, ebenfalls erhöht. Mit der Einrichtung von zwei Skyboxen, der Erweiterung einiger V.I.P.-Räume und der Schaffung neuer, behindertengerechter Plätze kann das Riyadh Air Metropolitano, seit November 2024, 70.692 Zuschauer fassen.
Am 9. Oktober 2024 wurde bekannt, dass die 2022 gegründete, saudi-arabische Fluggesellschaft Riyadh Air neuer Namensgeber des Stadions ist. Es wurde mit dem Verein ein Vertrag über neun Jahre abgeschlossen. Seit 2023 ist Riyadh Air schon, für fünf Jahre, Trikotsponsor von Atlético. Dafür soll die Fluggesellschaft jährlich 44 Millionen US-Dollar zahlen.

## Ciudad Deportiva del Atlético
Atlético Madrid plant den Bau eines Trainingszentrums namens Ciudad Deportiva del Atlético (deutsch Sportstadt von Atlético) um das Estadio Metropolitano. Der Club hat im August 2022 mit der Stadtverwaltung eine Einigung über den Bau erzielt. Die Stadt stimmte schon im Juli des Jahres zu, aber der Abschluss zog sich bis in den August hin. Die fünf Grundstücke um das Stadion, auf drei von ihnen das Trainingszentrum entstehen soll, gehören der Stadt. Die Stadt verpachtet sie für 75 Jahre an Atlético. Der neue Stadionsponsor, die Immobilienentwicklungsgesellschaft Civitas Pacensis, soll für den Bau der Anlage verantwortlich sein. Auf dem Gelände ist ein kleines Stadion mit 6000 Plätzen für die Frauenfußballabteilung und die zweite Mannschaft, Atlético Madrid B, geplant. Des Weiteren soll es für die Jugend- und Seniorenmannschaften sechs Trainingsplätze geben. Darüber hinaus stehen ein Fitnessstudio, dutzende Padel-Plätze, ein künstlicher Strand für Surfunterricht, ein Gewerbegebiet mit Einzelhandelsflächen und ein Hotel auf dem Plan. Die Sportstadt wird über zwei neue Ausfahrtsstraßen und eine neue Nebenstraße mit der Autobahn M-40, die um die Hauptstadt führt, verbunden. Auf den zwei weiteren Grundstücken sollen weitere Sportanlagen wie eine Leichtathletikanlage, zwei Fußballplätze, Minifußballfelder (7×7), Padel-Tennis-Plätze und vier Hallenplätze entstehen. Sie werden den Einwohnern der Stadt zur Verfügung stehen. Der Komplex wird von Atlético Madrid finanziert. Die erste Phase des Bauprojekts soll 54 Mio. Euro kosten. Insgesamt geht man von Kosten von 200 Mio. Euro aus. Die Errichtung der gesamten Anlage soll drei bis vier Jahre dauern.

## ETA-Anschlag
Am 25. Juni 2005 kam es zu einem Bombenanschlag der baskischen Terrororganisation ETA auf dem Parkplatz des Stadions. Verursacht wurde nur ein geringer Sachschaden.

## Lage und öffentliche Verkehrsmittel
Das Stadion liegt im Osten von Madrid, im Stadtbezirk San Blas, und kann über die Linie 7 der Metro Madrid (Station Estadio Metropolitano), sowie die Buslinien 28, 48, 109, 286 und 288 erreicht werden. Das originale Stadion von Atlético mit dem Namen Stadium Metropolitano befand sich bis in die 1960er Jahre an derselben Metro-Line 7, Station Guzman el Bueno.

## Galerie

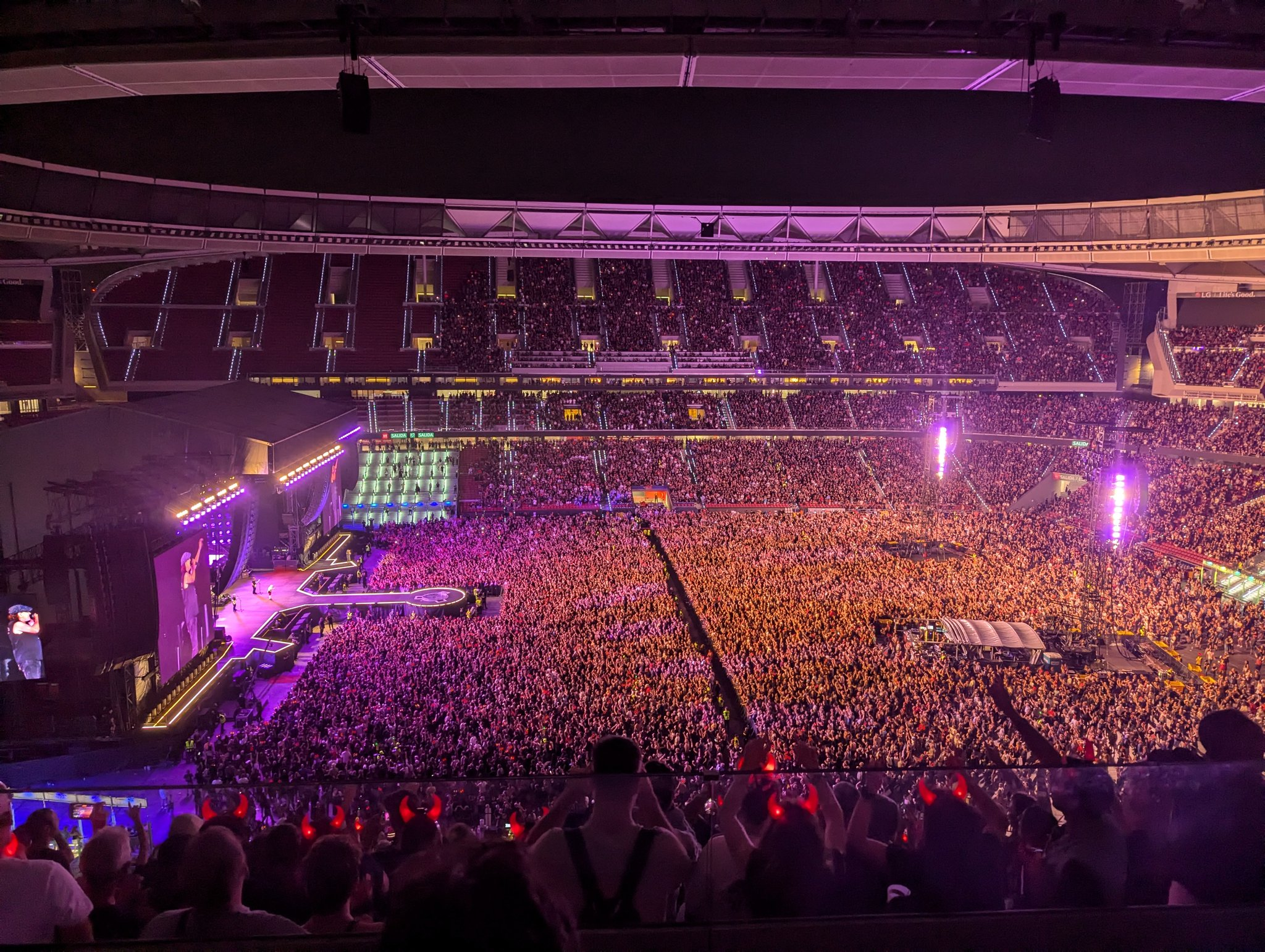
AC/DC im Estadio Metropolitano (Juli 2025)
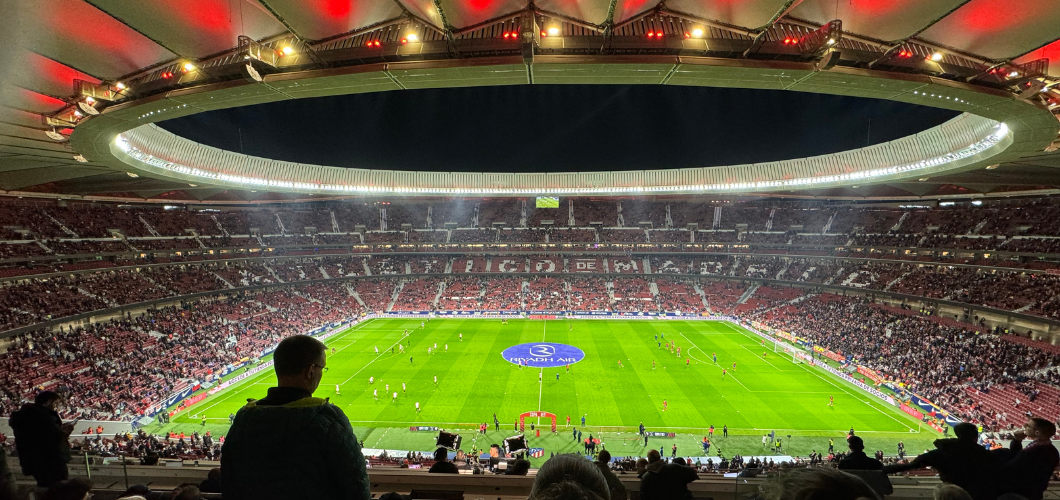
Blick in den Innenraum (Januar 2024)
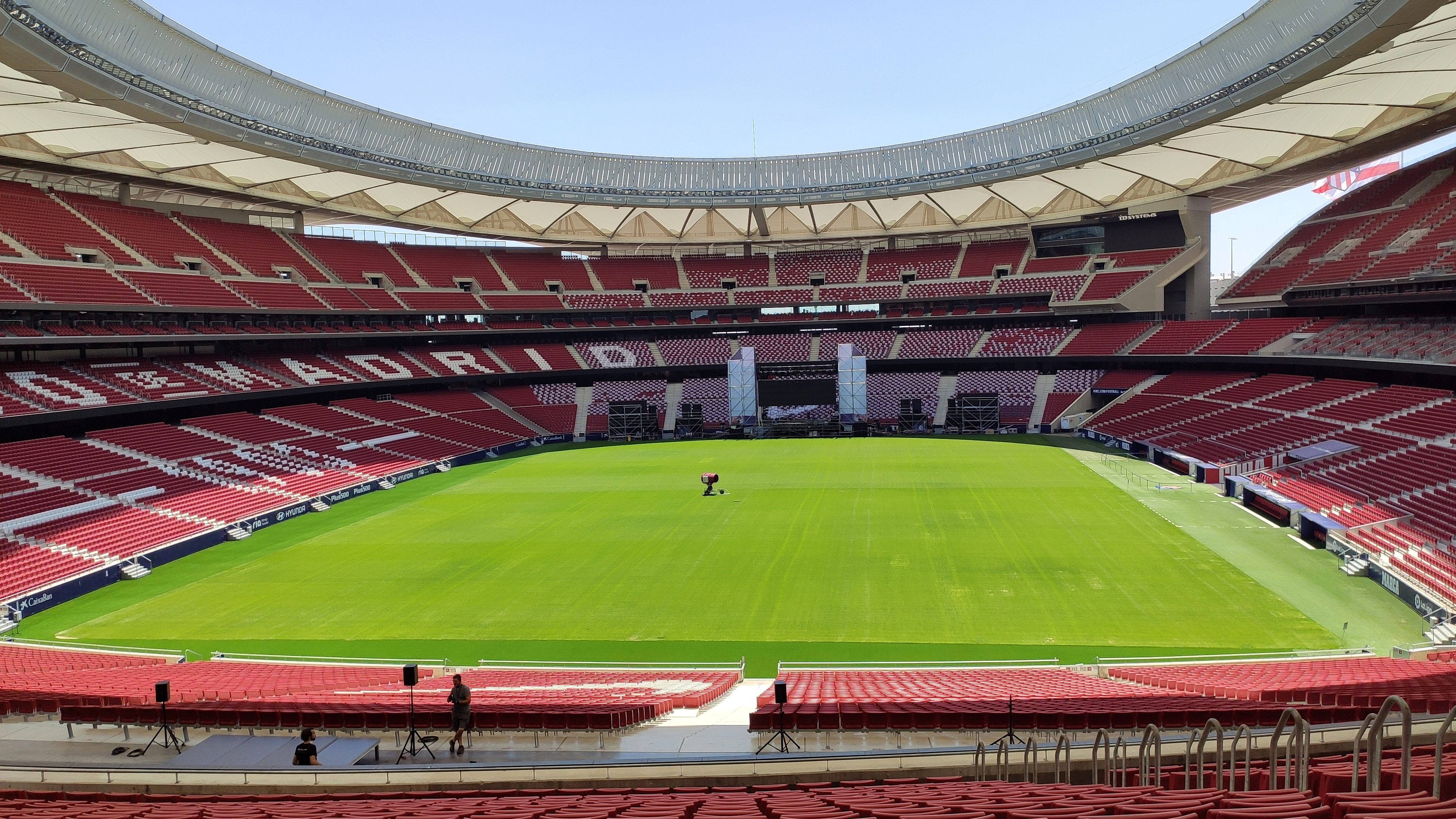
Das leere Stadion (Juli 2021)
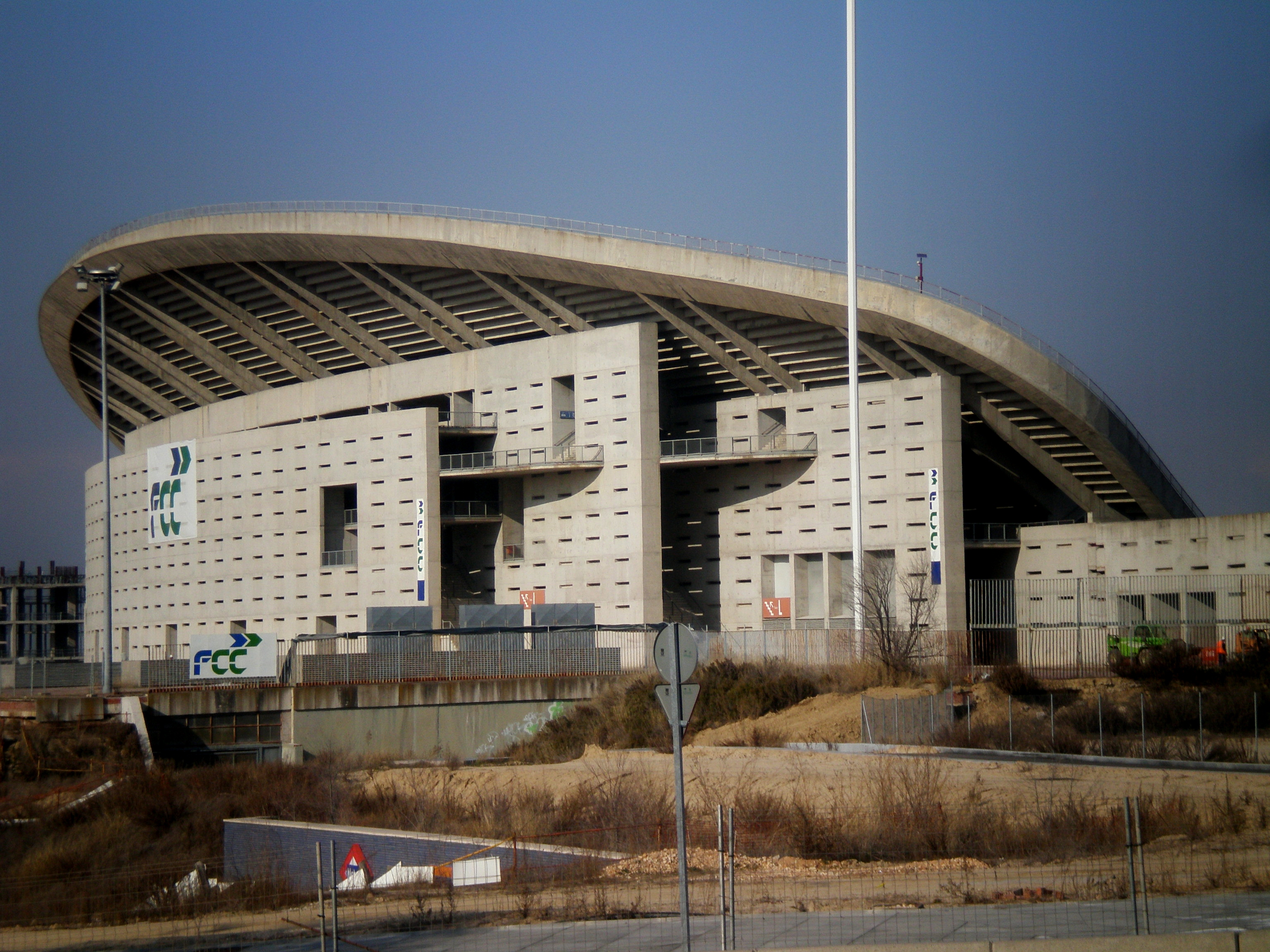
Außenansicht der Haupttribüne an der Westseite des Stadions vom März 2012
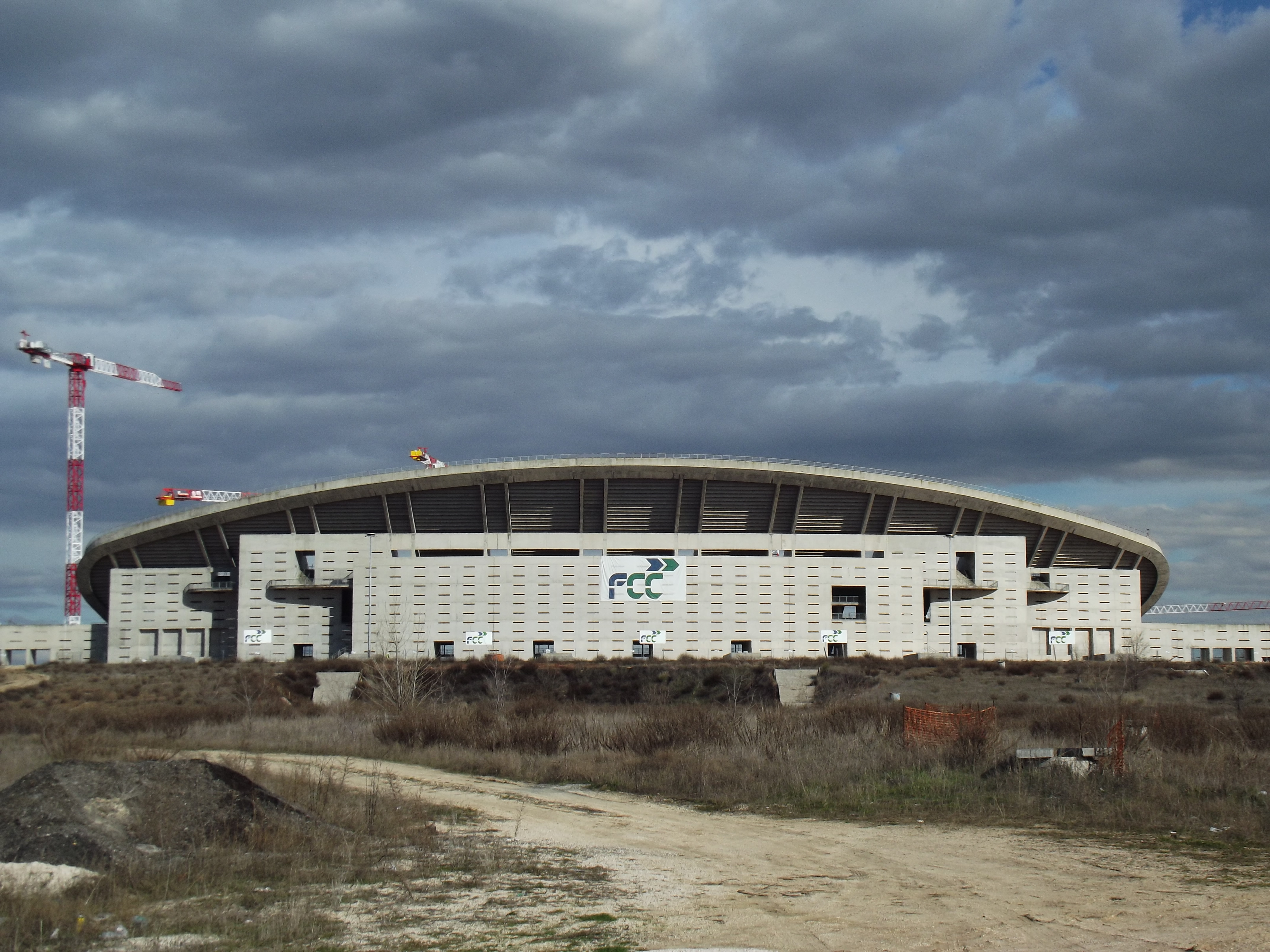
Die Haupttribüne im Februar 2014
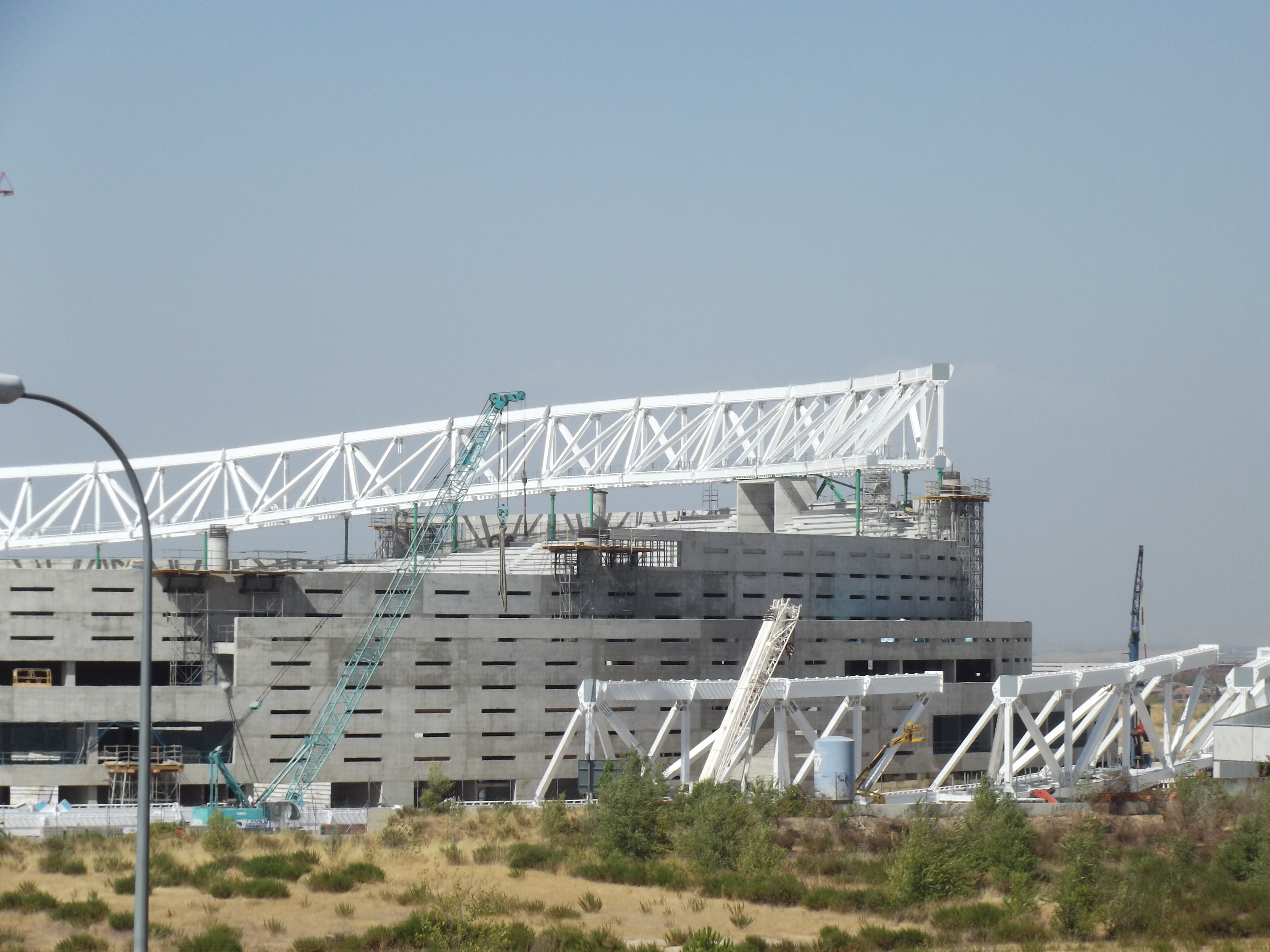
Aufnahme von der Montage der tragenden Druckringkonstruktion im August 2016